# 福崎駅

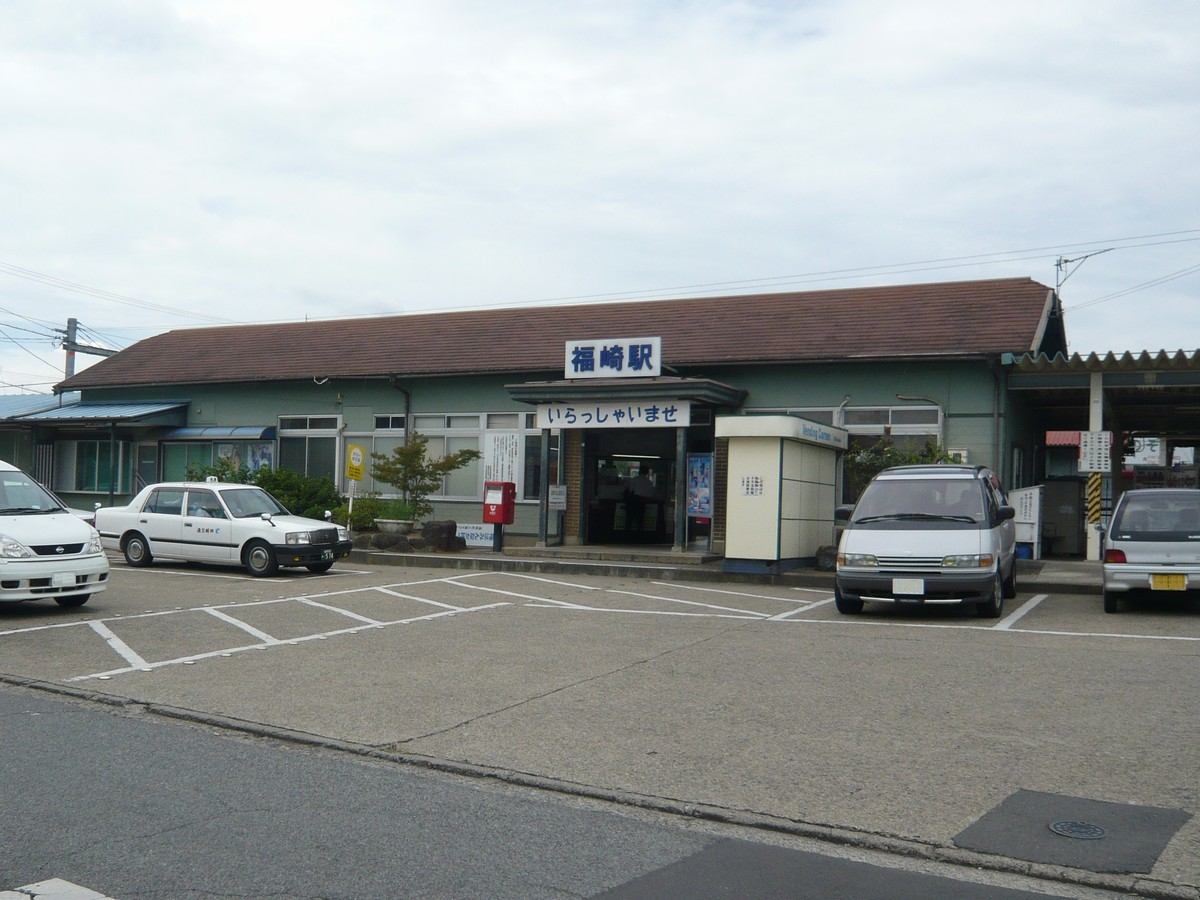
駅舎（2007年8月）

福崎駅（ふくさきえき）は、兵庫県神崎郡福崎町福田字中溝にある、西日本旅客鉄道（JR西日本）播但線の駅である。
特急「はまかぜ」の全列車が停車する。

## 歴史
- 1894年（明治27年）7月26日：播但鉄道姫路駅 - 寺前駅間開通時に開設[1][2]。旅客・貨物取扱開始[2]。
- 1903年（明治36年）6月1日：播但鉄道が山陽鉄道に営業譲渡。山陽鉄道の駅となる。
- 1906年（明治39年）12月1日：山陽鉄道国有化、国鉄の駅となる[2]。
- 1909年（明治42年）10月12日：線路名称制定、播但線所属となる。
- 1936年（昭和11年）：駅舎改築[1]。
- 1973年（昭和48年）4月1日：貨物取扱廃止[2]。
- 1984年（昭和59年）2月1日：荷物扱い廃止[2]。
- 1987年（昭和62年）4月1日：国鉄分割民営化に伴い、JR西日本の駅となる[2]。
- 1996年（平成8年）3月16日：特急「はまかぜ」の停車駅に追加される。
- 2016年（平成28年）3月26日：ICカード「ICOCA」の利用が可能となる[3]。ICカード専用簡易改札機で対応。
- 2019年（平成31年・令和元年）
  - 2月1日：みどりの窓口廃止、代わりにみどりの券売機プラスを設置。
  - 10月6日：駅前再整備事業完了。駅東側すぐに、観光交流センター（2階建て）と催し等に使用出来る交流広場を整備、その北側にバスやタクシーの乗降に使用する交通広場が整備された[4][5][6][7]。
- 2022年（令和4年）
  - 6月1日：管理駅から外れ、豊岡駅管理下となる。
  - 10月1日：組織改正に伴い、近畿統括本部福知山管理部管轄となる。

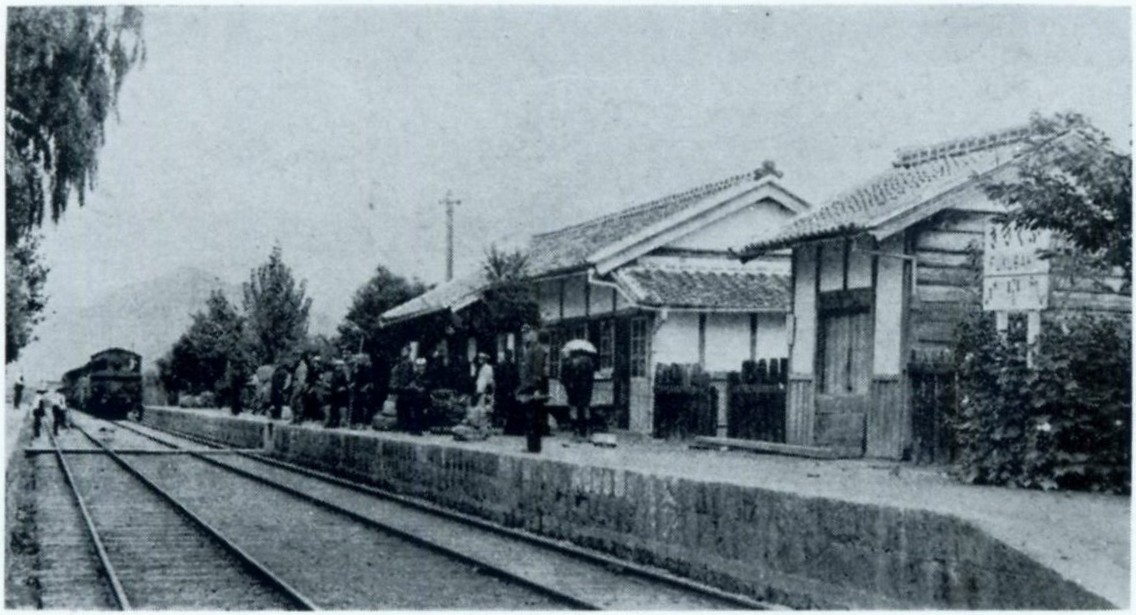
大正初期頃[注釈 1]の駅構内

## 駅構造
単式・島式ホーム複合型2面3線を有する地上駅。駅舎は単式1番のりば側にあり、島式2・3番のりばへは跨線橋で連絡している。1番のりばが上り本線、2番のりばが下り本線、3番のりばが上下副本線となっている。構内のバリアフリー化を目的として2023年3月よりエレベーターが稼働開始した。
直営駅である。2019年2月にみどりの券売機プラスが設置され、みどりの窓口（出札窓口）は廃止された。ICカード専用簡易改札機設置。

### のりば

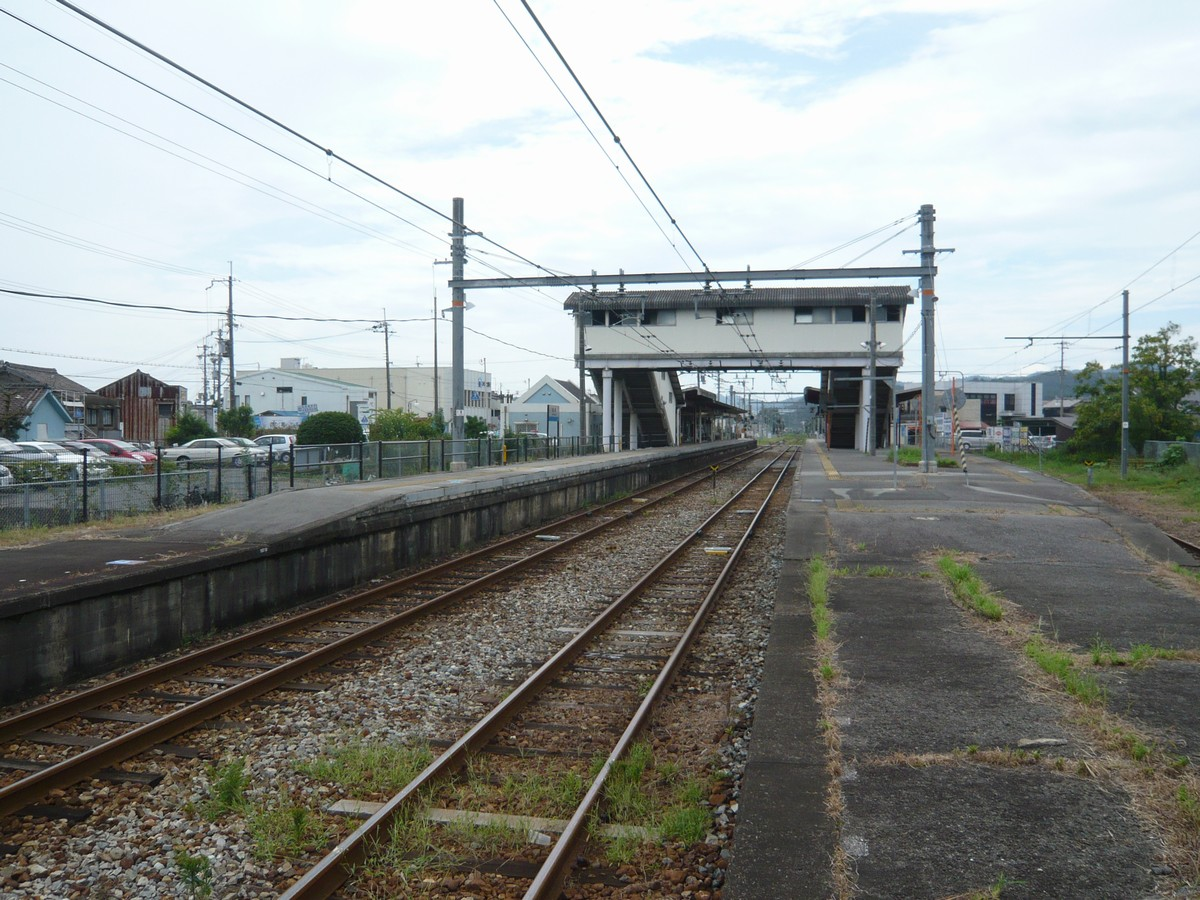
ホーム（2007年8月）
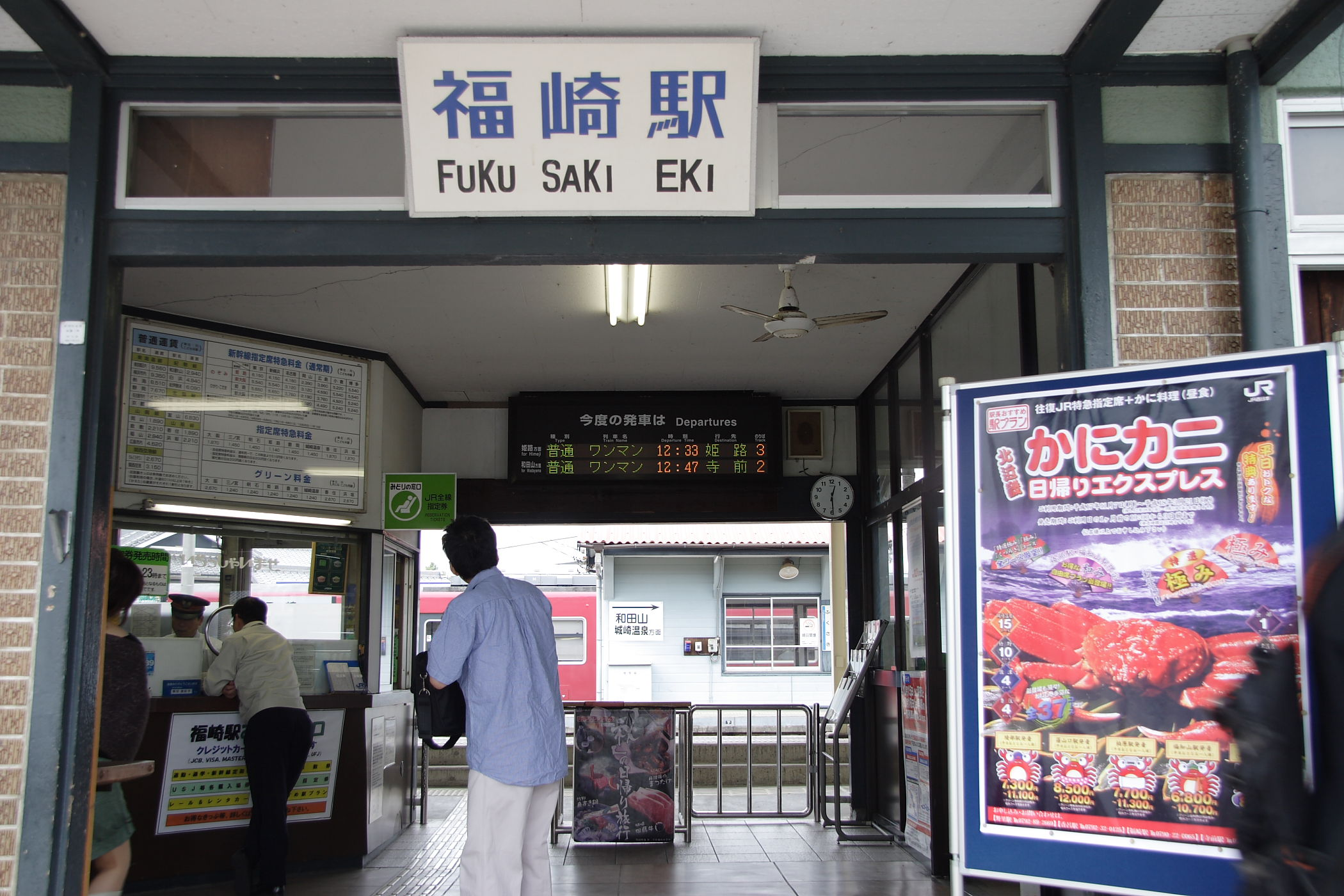
改札口（2005年11月）

| のりば | 路線   | 方向 | 行先             | 備考          |
| ------ | ------ | ---- | ---------------- | ------------- |
| 1      | 播但線 | 上り | 姫路方面         | 一部3番のりば |
| 2・3   | 播但線 | 下り | 寺前・和田山方面 |               |

付記事項
- 3番のりばは当駅始発の姫路方面行と寺前方面行の一部普通列車が使用する。
- 平日朝に（姫路発で）運行する寺前行のうち1本は、当駅で（前後2両の）分割作業を行う[注釈 2]。

- ホーム（2007年8月）
- 改札口（2005年11月）

## 利用状況
近年の1日平均乗車人員の推移は以下の通り。
| 年度   | 1日平均 乗車人員 |
| ------ | ---------------- |
| 2000年 | 2,082            |
| 2001年 | 2,216            |
| 2002年 | 2,218            |
| 2003年 | 2,236            |
| 2004年 | 2,337            |
| 2005年 | 2,357            |
| 2006年 | 2,383            |
| 2007年 | 2,260            |
| 2008年 | 2,172            |
| 2009年 | 1,993            |
| 2010年 | 1,897            |
| 2011年 | 1,822            |
| 2012年 | 1,769            |
| 2013年 | 1,766            |
| 2014年 | 1,691            |
| 2015年 | 1,736            |
| 2016年 | 1,733            |
| 2019年 | 1,641            |
| 2020年 | 1,271            |
| 2021年 | 1,319            |

## 駅周辺
中心市街地は駅から市川を挟んだ対岸にある。
- 福崎町駅前観光交流センター
- 兵庫県立福崎高等学校

## バス路線
駅前ロータリーの隣に「福崎駅前」停留所と「駅前（交通広場）」停留所がある。
| 停留所名         | 運行事業者                                        | 路線名・系統・行先                                                             |
| ---------------- | ------------------------------------------------- | ------------------------------------------------------------------------------ |
| 福崎駅前         | 神姫バス                                          | 84系統・86系統：姫路駅（北口）                                                 |
| 駅前（交通広場） | ふくひめ号 （福崎町・姫路市連携コミュニティバス） | - 通勤便：JR溝口駅前 - 連携便：文化センター（エルデホール前） / 福崎町役場方面 |

## 隣の駅
※特急「はまかぜ」の隣の停車駅は列車記事を参照。
西日本旅客鉄道（JR西日本）
 播但線
溝口駅 - 福崎駅 - 甘地駅